# HMS Petunia (K79)
El HMS Petunia (K79) fue una corbeta de la clase Flower que sirvió en la Marina Real Británica y fue construida por Henry Robb en 1940. Recibió su nombre de la Petunia. Fue puesta en servicio en 1940, embestida y vendida al Gobierno nacionalista chino y rebautizada como ROCS Fu Bo.

## Hundimiento
Después de la rendición de la Alemania nazi, el Petunia fue nominado para ser puesto en la flota de reserva y más tarde puesto en la lista de eliminación después de la rendición de Japón en 1945. El 12 de enero de 1946, fue vendido al Gobierno nacionalista chino como ROCS Fu Bo.
El 19 de marzo de 1947, el Fu Bo chocó contra el barco de vapor Haimin en el faro de Wuqiuyu, en las afueras de la entrada de la bahía de Meizhou, provincia de Fujian, y la corbeta se hundió.
La operación de búsqueda y rescate duró una hora para salvar a las personas que se estaban ahogando. Al amanecer, el barco de vapor detuvo la búsqueda y partió hacia el Comando de la Base Naval de Xiamen, para informar del accidente.